# Johanna Fernández
Johanna Fernández (sinh năm 1982) là thí sinh người Costa Rica tại cuộc thi Hoa hậu Hoàn vũ 2005. Vào thời điểm đó, cô là một sinh viên tại Đại học San Judas.